# Katarzyna Person
Katarzyna Person – polska historyczka, dr hab., wicedyrektor Muzeum Getta Warszawskiego (2024–2025), od 2025 dyrektor tej placówki. Wcześniej pracownik naukowy i kierowniczka działu naukowego Żydowskiego Instytutu Historycznego im. Emanuela Ringelbluma.

## Życiorys
Córka dziennikarza i polityka Andrzeja Persona. W 2010 r. pod kierunkiem Davida Cesaraniego uzyskała doktorat z historii na Uniwersytecie Londyńskim. Otrzymała m.in.  stypendium podoktorskie Fundacji Humboldta (2016–2017, Institut für Zeitgeschichte, Monachium), stypendium Marii Skłodowskiej-Curie w Programie Horyzont Europa (2020–2022, Ludwig-Maximilians-Universität, Monachium), stypendium Fundacji Gerdy Henkel (2022-2023, Ludwig-Maximilians-Universität, Monachium).
Jako kierowniczka działu naukowego ŻIH, koordynowała między innymi wydawanie pełnej edycji Archiwum Ringelbluma. Nadal koordynuje angielskie wydanie tego zespołu archiwalnego.
W 2020 uzyskała habilitację w zakresie historii na podstawie pracy pt. Dipisi. Żydzi polscy w amerykańskiej i brytyjskiej strefach okupacyjnych Niemiec, 1945–1948 w Instytucie Historii im. Tadeusza Manteuffla Polskiej Akademii Nauk.
Jest członkinią Rady Muzeum przy Państwowym Muzeum na Majdanku. W 2025 została członkiem rady Państwowego Muzeum Auschwitz-Birkenau.

## Nagrody
Za książkę pt. Policjanci: wizerunek Żydowskiej Służby Porządkowej w getcie warszawskim znalazła się wśród nominowanych do Nagród Historycznych „Polityki” 2019 oraz Nagrody Historycznej im. Kazimierza Moczarskiego. Jako kierownik projektu pełnej edycji Archiwum Ringelbluma odebrała Nagrodę Historyczną „Polityki” (2024) i Nagrodę Specjalną Klio (2023).
W 2024 została jedną z laureatek Dan David Prize.

## Wybrana publikacje
- Przemysłowa Concentration Camp. The Camp, the Children, the Trials (z Johannes-Dieter Steinert) (London: Palgrave Macmillian, 2023; ISBN 9783031139475)
- Polnische Juden in der amerikanischen und der britischen Besatzungszone Deutschlands, 1945–1948, (Wiesbaden: Harrassowitz Verlag, 202; ISBN-13 978-3447121002)
- Warsaw Ghetto Police. Jewish Order Service during the Nazi Occupation (Ithaca: Cornell University Press in association with USHMM, 2021; ISBN 9751801754074)
- Assimilated Jews in the Warsaw Ghetto, 1940-1943 (Syracuse University Press, Syracuse, 2014; ISBN:9780815633341)
- Dipisi: Żydzi polscy w amerykańskiej i brytyjskiej strefach okupacyjnych Niemiec, 1945-1948 (Żydowski Instytut Historyczny im. Emanuela Ringelbluma, Warszawa, 2019; ISBN:9788365254917)
- Policjanci: wizerunek Żydowskiej Służby Porządkowej w getcie warszawskim (Żydowski Instytut Historyczny im. Emanuela Ringelbluma, Warszawa, 2018; ISBN:9788365254788)